# مجدل (استان مسیله)
مجدل (به عربی: مجدل) یک شهرداری در الجزایر است که در استان مسیله واقع شده‌است.
 مجدل  ۱۸٬۶۱۶ نفر جمعیت دارد.